# Straßenserenade
Straßenserenade (Alternativtitel: Straßensänger von Neapel) ist ein deutscher Musik-Spielfilm in Schwarzweiß aus dem Jahr 1953 von Werner Jacobs. Das Drehbuch stammt von Helmut Weiss. Es basiert auf einer Vorlage von Max Neufeld. Die Hauptrollen sind mit Vico Torriani, Sybil Werden und Rolf Wanka besetzt. Ins Kino kam der Streifen erstmals am 24. November 1953. 

## Handlung
Seit der Busfahrer Mario wegen eines von ihm verschuldeten Unfalls seine Stelle verloren hat, arbeitet er als Straßensänger, um bei dem Ganoven Sachetti seine Schulden abzahlen zu können. Eines Tages fällt Wanda Siria, dem großen Tanzstar des Odeons, und ihrem Kollegen Gino Ferro, einem bekannten Schlagersänger, die schöne Stimme des jungen Talents auf. Weil Gino schon seit einem Jahr wegen eines Kehlkopfleidens nicht mehr auftreten und keine Schallplatten mehr besingen kann, ist die Plattenfirma REGINA in finanzielle Schwierigkeiten geraten. Jetzt kommt Gino der Gedanke, mit Mario als Gino Ferro neue Platten herauszubringen.
Nachdem der Plan mit großem Erfolg aufgegangen ist, besteht Direktor Bartoli darauf, dass Gino seinen Vertrag erfülle. Nun hat aber Mario keine Lust mehr, für seinen neuen Freund die Kastanien aus dem Feuer zu holen. Er will rasch zu seiner Nina, der Tochter des verarmten Musikprofessors Sandora, von dem er ausgebildet worden ist. Das Mädchen weist ihn jedoch ab, weil Mario sich weigert, seine wochenlange Abwesenheit zu begründen. Dafür hat jetzt Gino Grund zum Jubeln: Auf der Bühne des Odeons lässt er sich von dem unsichtbaren Mario synchronisieren. Niemand merkt den Schwindel, außer Professor Sandora, der die Stimme seines ehemaligen Schülers verinnerlicht hat.
Durch einen Zufall bekommt der Ganove Sachetti Wind von der Sache. Daraufhin versucht er, den Chef der Plattenfirma zu erpressen. Als dies misslingt, eilt er bei der nächsten Vorstellung hinter die Bühne und bringt Mario zum Schweigen. Gino ist schockiert, doch der Schock hat auch etwas Gutes: plötzlich hat er seine Stimme wieder und singt schöner als je zuvor. Sachetti gibt jedoch nicht so leicht auf. Er weiht die Presse ein, und schon am nächsten Tag kann man in den Zeitungen lesen, wie die Besucher des Odeons betrogen worden sind. Da kommt Wanda auf die rettende Idee, wie sie den drohenden Skandal abwenden könnte: Sie arrangiert ein „Bettler-Konzert“ mit Vagabundenliedern, die einst von Professor Sandora geschrieben worden sind, gesungen von Gino und Mario. Im Saal haben schon zahlreiche Journalisten Platz genommen. Sie wittern eine Sensation. Auf einmal tritt Wanda vor das Publikum und erklärt, es habe sich lediglich um einen Reklametrick der Plattenfirma gehandelt, die damit ihren neuen Sänger Mario Monti groß herausbringen wollte. Sowohl die Presse als auch das übrige Publikum haben Verständnis. Ein neuer Star am Schlagerhimmel ist geboren.

## Produktionsnotizen
Der Film wurde im Atelier der Bavaria Film in Geiselgasteig sowie im Carlton-Studio in der Tulbeckstraße produziert. Die Außenaufnahmen entstanden in Genua, Nervi, Camogli und Rapallo. Die Bauten schufen Franz Bi und Bruno Monden, die Produktionsleitung lag in den Händen von Willy Zeyn und Erwin Gitt.

## Musik
In dem Film werden folgende Schlager vorgetragen:
- „Amore, Amore – Italienisch über Nacht“, Musik: Willy Mattes, Text: Fred Rauch
- „Bravo … Bravo … beinah wie Caruso!“, Musik: Benny de Weille, Text: Hans Bradtke
- „Jodeln kann ich nur, wenn ich verliebt bin“, Musik: Willy Mattes, Text: Fred Rauch
- „Tango der Nacht“, Musik: Hans Lang, Text: Erich Meder
- „Ohne Geld durch die Welt“, Musik: Willy Mattes, Text: Ralph Maria Siegel

## Kritik
Das Lexikon des internationalen Films zieht folgendes Fazit: „Leichtgewichtige Unterhaltung mit bunten Landschaftsbildern und gefällig-sentimentalen Schlagern im Geschmack der Entstehungszeit.“

## Quelle
- Programm zum Film: Das Neue Film-Programm, erschienen im gleichnamigen Verlag von H. Klemmer, Neustadt an der Weinstraße, ohne Nummernangabe